# Тетрадь смерти
«Тетрадь смерти» (яп. デスノート Дэсу Но:то, англ. Death Note) — манга автора Цугуми Обы, проиллюстрированная Такэси Обатой, выпускавшаяся в журнале Weekly Shonen Jump с 1 декабря 2003 года по 15 мая 2006 года. Согласно опросу, проведённому в 2007 году министерством культуры Японии, занимает 10-е место среди лучшей манги всех времён.
Мангу «Тетрадь смерти» создали в декабре 2003 года в виде пилотного выпуска, и в феврале 2004 года она начала издаваться в еженедельном журнале Weekly Shonen Jump в виде сериала. Выход манги закончился в мае 2006 года. Манга содержала 108 глав, переизданных в 12 томах танкобонах в Японии. Позднее вышел 13-й том, своеобразная энциклопедия по миру «Тетради смерти».
С октября 2006 по июнь 2007 года на телеканале Nippon TV прошла трансляция 37-серийного аниме-сериала. 31 августа 2007 года на том же телеканале Nippon TV показали «Тетрадь смерти — Переписывание: Глазами бога» — специальную полнометражную версию аниме-сериала, представляющую собой компиляцию 1—25 серий, дополненную новыми сценами. А 22 августа 2008 года вышла ещё одна специальная полнометражная версия аниме-сериала «Тетрадь смерти — Переписывание: Преемники L», представляющая собой компиляцию 26—37 серий с несколькими новыми сценами.
Идея манги легла в основу двух парных игровых фильмов, вышедших в кинотеатрах Японии в июне («Тетрадь смерти») и ноябре 2006 года («Тетрадь смерти: Последнее имя»). Оба художественных фильма частично используют сюжет манги, и по большей части представляют собой самостоятельные произведения. В феврале 2008 года вышел ещё один игровой фильм «L: Изменить мир», являющийся спин-оффом первых двух фильмов. В августе 2006 года по мотивам манги вышла книга авторства Нисио Исина «Death Note Другая тетрадь. Дело о серийных убийствах B. B. в Лос-Анджелесе».
Аниме и манга «Тетрадь смерти» были лицензированы для издания на территории США компанией Viz Media. В России права на выпуск сериала приобрела «Мега-Аниме». Трансляция прошла на канале 2x2.
В июне 2008 года компания «Комикс-Арт» объявила о приобретении лицензии на российское издание манги Death Note. Первый том «Скука» вышел в начале 2009 года. По состоянию на сентябрь 2012 года на русском языке выпущены все 12 томов. Death Note. Black Edition в 6 книгах выпустила «Азбука-Аттикус».

## Сюжет
Главный герой аниме, Лайт Ягами, является лучшим школьником Японии и сыном заместителя начальника японской полиции Соитиро Ягами. Однажды богу смерти по имени Рюк стало скучно, поэтому он решил бросить одну из своих тетрадей смерти в мир людей. По дороге из школы Лайт находит лежащую на земле чёрную тетрадь и решает проверить её работоспособность. Придя домой, он в соответствии с правилами вписал в тетрадь имя преступника, которого в то время показывали по телевидению. На удивление Лайта, преступник действительно умер от сердечного приступа через сорок секунд. Удостоверившись в работоспособности тетради смерти, он решает построить новый мир, где будут жить только добрые и ответственные люди, лишая жизни всех преступников, о которых упоминают средства массовой информации. Через некоторое время Рюк является Лайту. Он рассказывает, что Лайт получил тетрадь по чистой случайности, так как Рюк отправил её в мир людей из скуки, и теперь он надеется, что Лайт развлечёт его, но не обещает помогать, по большей части оставаясь лишь сторонним наблюдателем.
Общественность дала Лайту прозвище «Кира» (яп. キラ с англ. — «Killer»). Заметив сверхъестественную тенденцию смерти преступников от сердечных приступов, происходящим начинает интересоваться японская полиция, а также Интерпол, помощь которому предлагает гениальный детектив под псевдонимом L. С этого момента начинается битва двух умов — лучшего ученика Японии с одной стороны и лучшего детектива — с другой. Несмотря на успехи L в качестве детектива, его личность всегда оставалась тайной для общественности и других детективов. Однако при расследовании «дела Киры» он впервые показал себя, контактируя с полицейскими, входящими в группу по поимке Лайта.
Лайт не может совершать ошибки, ведь если его поймают, он не сможет вершить своё правосудие и получит смертный приговор. Его оппонент тоже не может сделать ни одной ошибки, потому что в противном случае Кира убьёт его. В это противостояние вмешиваются сверхъестественные силы в лице богов смерти, а также другие последователи Киры и сторонники L.

## Тетрадь смерти
Тетрадь смерти — это вещь, с помощью которой боги смерти продлевают себе жизнь. Тетрадь станет частью реального мира, когда коснётся земли. Если бог смерти не подберёт тетрадь быстрее, чем человек, то тетрадь станет собственностью этого человека до тех пор, пока он не умрёт, или же не откажется от тетради. Человек также может передать эту тетрадь любому другому человеку, но тогда бог смерти стирает у него воспоминания об этой тетради и сопутствующих её владению событиях. Тетрадь смерти содержит множество правил, которые могут интерпретироваться по-разному: боги смерти, которым тетради нужны только для продления своей жизни, даже не подозревают о некоторых её (тетради) возможностях. (Правила, указанные ниже, написаны Рюком в качестве инструкции.)

### Правила Тетради смерти
- Человек, чьё имя будет записано в тетради смерти, умрёт.
- Тетрадь не подействует, если пишущий имя не будет знать лица того, кто должен умереть. Таким образом, людям с одинаковыми именами ничего не грозит.
- Если причина смерти написана в течение 40 секунд после записи имени, то так оно и случится.
- Если причина смерти не указана, через 40 секунд указанный человек умрёт от сердечного приступа.
- После написания причины смерти есть ещё 6 минут и 40 секунд (всего 400 секунд) для написания обстоятельства смерти.

Примечание: В Японии числительное 4 считается несчастливым и связанным со смертью из-за созвучия со словом «си» — «смерть».

## История создания
Автором «Тетради смерти» является японский сценарист Цугуми Оба. Манга издавалась в еженедельном журнале Weekly Shonen Jump, который выпускал преимущественно боевую мангу, что было нетипично для манги в жанре психологического триллера. Идея Обы заключалась в том, что, в отличие от боевой манги, противостояние двух сторон в «Тетради смерти» было основано на неизвестности личности противников друг для друга. Оба выбирал между двумя историями, решая, какую мангу он хотел бы создать. В конечном итоге он выбрал концепцию с «правилами и богами смерти». После этого Оба начал работать над раскадровкой и эскизами персонажей, которые после посылал Такэси Обате, художнику, который в свою очередь доводил работу до конца. По ходу работы над раскадровкой у Обы возникали проблемы, поскольку он очень часто превышал лимит необходимых страниц, из-за чего ему приходилось тратить много времени на приведение страниц в порядок.

## Манга
Мангу можно разделить на две части, между которыми авторы сделали семинедельный перерыв (почти два месяца). Манга стартовала 1 декабря 2003 года в журнале Weekly Shonen Jump, новые главы появлялись каждую неделю, в каждой главе около 20 страниц.

### Часть первая (главы 1—59)
Первая часть манги состоит из 59 глав — в них читатель ближе знакомится с главным героем, его принципами, а также с его главным противником. Первая часть в основном посвящена сражению Лайта и L, а также обстоятельствам, предшествующим ему. На сторону Лайта встаёт Миса — влюбившаяся в Лайта девушка, заполучившая вторую Тетрадь Смерти. На сторону же L встаёт ФБР и японская полиция, преследующая те же цели — поймать загадочного убийцу Киру. Лайту приходится противостоять не только L, но и даже собственному отцу, который является главой полиции. Тем не менее Лайт не останавливается ни перед чем, он виртуозно использует Тетрадь смерти и манипулирует синигами, в результате чего в конце концов одерживает победу — L погибает.

### Часть вторая (главы 60—108)
Вторая часть манги появилась после некоторого перерыва, за который авторы манги дали большое количество интервью и рассказали вкратце о том, что же ждёт читателя, хотя так и не ответили на вопрос: «Поймают ли Киру?». Вторая часть вбирает в себя противостояние Лайта и наследников L. Как оказалось, L был не единственным, кто обладал незаурядными умственными способностями. Однако, второго L не существует и не может существовать, он единственный и неповторимый, поэтому у L не один, а два наследника, которые, только действуя в паре, могут сравниться с L. Однако судьба поворачивается таким образом, что между двумя наследниками L «пробегает чёрная кошка». Никто из них не хочет делить славу L с другим, и поэтому их пути расходятся. Они оба начинают войну с Кирой, но каждый со своей стороны. Авторы не стали параллельно в каждой главе описывать действия одного и второго. Во второй части можно увидеть разделение — первая половина осталась за Мэлло, вторая за Ниа. Каждый из них хочет поймать Киру и убить.

### Путеводитель
«Тетрадь смерти: Как читать» — официальный путеводитель по всем главам манги. Являясь тринадцатым томом манги, он не содержит нового повествования, — рассказ ведётся об уже свершившихся событиях, дополняя их, объясняя и рассматривая с другой точки зрения. Путеводитель раскрывает дальнейшие судьбы героев, детали мира богов смерти и прочие подробности, такие как данные персонажей: даты рождения и смерти, рост и вес, группу крови, что персонаж любит и чего не любит. В частности, в нём приводится настоящее имя L, которое ни в манге, ни в аниме не упоминалось. В путеводитель также включены комментарии авторов о процессе создания манги и их отношении к персонажам и событиям в сюжете.

#### Пилотный выпуск
Пилотный выпуск вышел в составе 36 номера журнала «Weekly Shonen Jump» 2003 год. Также он вошёл в состав Путеводителя. В единственной главе этой манги показаны первоначальные задумки авторов (вроде Ластика смерти, который мог оживлять убитых)
, не вошедшие в официальные тома манги. Главным героем был не лучший ученик Японии семнадцатилетний Лайт Ягами, а двенадцатилетний мальчик Таро Кагами, над которым издеваются школьные хулиганы и который мстит им с помощью Тетради смерти. Позже черты характера Кагами перешли к Миками Теру. Также бог смерти Рюк показан в нём очень глупым и рассеянным, что идёт вразрез с его привычным образом.

#### Post Series — One Shot
«Post Series — One Shot» — официальное продолжение манги. В единственной главе ведётся повествование о возобновлении загадочных преступлений, связанных с Тетрадью смерти. Новый Кира убивает лишь больных стариков, просящих о смерти, за что получает от Ниа прозвище «Дешёвый Кира». В данной ситуации Ниа пытается повести себя как L, в манге раскрывается часть прошлого Мэлло и Ниа в Доме Вамми.

#### New Death Note 1-Shot Manga (2019)
Выход новой главы Death Note был приурочен к выставке, посвящённой тридцатилетию творческой карьеры Такэси Обаты «30th Work Anniversary Takeshi Obata Exhibition: Never Complete», которая проходила в Токио с 13 июля до 12 августа 2019. В феврале 2020 года глава была выпущена в цифровом виде.
По сюжету Рюк находит Тетради смерти нового владельца, но тот решает использовать её необычным способом.

### L FILE No. 15
В 2008 году вышел артбук по фильму L: Change the World под названием «L FILE No. 15». Кроме материалов по кинофильму, в книгу вошли две главы манги, которые являются частью оригинального сюжета манги. Они называются «The Wammy’s House» и «One Day» и созданы Цугуми Обой и Такеси Обатой. В них раскрываются некоторые моменты жизни L: в первой показывается, как он в 8 лет попал в приют для одарённых детей «Дом Вамми», во второй — один обычный день из жизни великого детектива.

## Фильмы

Обложка ко второму фильму

На момент выхода первого фильма манга «Тетрадь Смерти» имела огромную популярность в Японии, поэтому кассовые сборы от первого игрового фильма в Японии перекрыли (в рамках weekend’а премьеры) кассовые сборы от знаменитого во всём мире фильма «Код да Винчи», который был показан в кинотеатрах в то же время. В России же фильмы попали в категорию артхауса и на данный момент доступны только заинтересованной публике.

### Фильм первый
Через два месяца после выхода последней 108-й главы манги на экранах Японии появился первый фильм по мотивам манги из заявленных двух. Фильм не получил никакого особого названия (в отличие от второго фильма), поэтому и был назван просто «Тетрадь смерти». Над фильмом работали совместно японские, корейские и американские компании, среди которых такая крупная кинокомпания Голливуда, как Warner Bros. Сюжет фильма был достаточно сильно изменён по сравнению с мангой.

### Фильм второй «Последнее имя»
Второй фильм был показан в кинотеатрах Японии в том же году, что и первый. Сюжет разворачивается сразу после действий первого фильма, но, как и первый фильм, второй лишь частично снят по манге.
Трейлер ко второму фильму начинается со строк: «Последнее имя — это Лайт; Последнее имя — это L; Последнее имя — это Миса; Последнее имя — это …».

### Фильм третий «L: Изменить мир»
У L есть 23 дня на то, чтобы отыскать источник опасности и ликвидировать его, и на этот раз ему придётся действовать самому. Также в фильме появляется Ниа, который изображён как тёмноволосый тайский мальчик, чудом спасшийся из деревни, заражённой вирусом.

### Фильм четвёртый «Light Up the New World»
Фильм, сиквел к «Последнему имени», премьера 29 октября 2016 года.
В фильме повествует о кибертерроризме и шести Тетрадях смерти, которые попали в земной мир.

### Американский фильм
После успеха аниме и японских фильмов, по информации малайской газеты Star, более десяти кинокомпаний Голливуда проявили интерес к американской экранизации манги.
30 апреля 2009 года журнал Variety объявил, что киностудия Warner Bros. приобрела права на мангу Death Note, которая будет адаптирована в виде фильма.
Warner Bros. наняла сценаристов Чарли и Власа Парлапанидов, чтобы адаптировать сценарий к фильму.
3 января 2011 года было объявлено, что Шейн Блэк был нанят для съемок фильма, а сценарий был переписан Энтони Багароцци и Чарльзом Мондри.
Студия планировала изменить сюжет, чтобы мотивом Лайта была месть, а не справедливость, а также убрать богов смерти из истории. Блэк был против этих изменений, и студия уступила.
Шейн Блэк подтвердил в интервью Bleeding Cool в апреле 2013 года, что он все ещё работает над фильмом.
27 апреля 2015 года Hollywood Reporter сообщил, что режиссёром назначен Адам Вингард и он будет снимать фильм со сценарием, написанным Джереми Слейтером, Дэном Лином, Дагом Дэвисоном, Роем Ли и Брайаном Виттеном, Warner Brothers остаётся на продюсировании.
29 сентября 2015 года Variety сообщила, что главную роль сыграет Нэйт Вольф.
12 ноября 2015 года Маргарет Калли начала переговоры на главную роль.
Продюсеры заявили, что фильм получит рейтинг R.
После того как Warner Bros. запустили фильм, сеть Netflix взяла права на распространение.
Netflix также взял звезду их фильма «Машина войны» Кейта Стэнфилда в фильм на роль детектива L.
Съёмки начались в Ванкувере 29 июня и завершились 30 августа.

## Аниме
Сюжет аниме практически полностью соответствует манге, за исключением того, что некоторые побочные сюжетные линии опущены, а некоторые эпизоды, наоборот, добавлены. Также конец аниме немного отличается от версии в манге, кроме того, не показаны события эпилога, в котором показаны оставшиеся в живых персонажи спустя год.

### Death Note Rewrite: The Visualizing God
Death Note Director’s Cut Final Conclusion («Тетрадь смерти: Режиссёрская версия — Финальное заключение»), больше известная как Death Note Rewrite: The Visualizing God («Тетрадь смерти — Переписывание: Глазами Бога») — снятая Тэцуро Араки компиляция первых 25 серий аниме-сериала в полнометражный аниме-фильм, дополненный несколькими новыми сценами. Фильм начинается и заканчивается сценами из мира богов смерти, где Рюк рассказывает другому богу смерти историю Киры. Кроме того, фильм раскрывает некоторые новые аспекты существования богов смерти.

### Death Note Rewrite: L’s Successors
Death Note Rewrite: L’s Successors (Тетрадь смерти — Переписывание: Наследники L) — вторая специальная версия аниме сериала Death Note, представляющая собой компиляцию последних 12 серий с дополнением нескольких сцен. Этот фильм начинается с 10-минутного монолога L, в котором он рассказывает всё, что знает о Кире. В этом фильме некоторые сюжетные линии опущены или изменены.

## Книги

### Death Note Another Note: The Los Angeles BB Murder Cases
Книга, написанная Исином Нисио и названная «Тетрадь смерти: Другая тетрадь» (ISBN 4-08-780439-9), представляет собой приквел к оригинальной манге, историю, которая разворачивается до событий основного сюжета. В книге Мэлло выступает рассказчиком и повествует о первой встрече L c Мисорой Наоми в Лос-Анджелесе при раскрытии дела «Серийного убийцы BB», о котором упоминается во втором томе манги и седьмой серии.

### L: Change the World
Релиз книги: 25 декабря 2008. Книга является новеллизацией третьего фильма о Тетради смерти «L: Change the World» и вышла в свет за 6 недель до выхода фильма. Некий известный писатель был нанят, чтобы сочинить совершенно оригинальную историю о последних 23 днях гениального детектива L. Под псевдонимом «M» анонимный автор раскроет некоторые детали сюжета фильма. Псевдоним «M» означает «место, куда попадают люди, использовавшие Тетрадь смерти: бездна (MU)». Несмотря на то что книга основана на сценарии фильма, сюжет большей частью альтернативен событиям фильма.

## Сериал
Премьера сериала Тетрадь смерти состоялась на NTV 5 июля 2015 года.
В создании приняли участие два режиссёра: Рюити Иномата и Рё Нисимура. Роль Ягами Лайта сыграл Масатаки Кубота, L — Кэнто Ямадзаки, роль Мисы исполнила Хинако Сано.

## Мюзикл
В 2015 году в Японии и в Южной Корее вышел мюзикл, музыку для которого написал известный бродвейский композитор Фрэнк Уайлдхорн. Сюжет постановки по большей части соответствует сюжету манги до смерти L, однако концовка и некоторые сюжетные ходы были изменены.

## Видеоигры
Death Note: Kira’s Game (Игра Киры, デスノート- キラゲーム)
- Жанр: стратегия
- Платформа: Nintendo DS
- Дата выпуска: 15 февраля 2007 года
- Стратегическая игра, где игрок должен примерить на себя роль одного из двух героев: L или Киры.

Обложка второй игры

Death Note — L’s Successors (Наследники L, デスノート- Lを継ぐ者)
- Платформа: Nintendo DS
- Дата выпуска: 12 июля 2007 года

L the Prologue to Death Note: Spiraling Trap
- Платформа: Nintendo DS
- Дата выпуска: 7 февраля 2008 года
- События происходят прямо перед событиями основного сюжета. Некий агент ФБР просыпается в запертом отеле, он должен выбраться из него с помощью L, который связывается с ним по рации.

Также некоторые персонажи «Тетради смерти» были задействованы в играх Jump Super Stars и Jump Ultimate Stars. Обе игры представители жанра файтинг, персонажи для которых взяты из разных манг журнала Shonen Jump.

## Персонажи
Персонажем, вокруг которого разворачивается действие манги, аниме и фильмов «Тетрадь смерти», является Ягами Лайт. Не менее важными действующими лицами являются те, кто активно помогают ему: Аманэ Миса, девушка, а позже невеста Ягами Лайта; ярый сторонник, а позднее и правая рука Киры, Миками Тэру; однокурсница Лайта, а позднее телеведущая и глашатай Киры, Такада Киёми — и те, кто ему противостоят: детектив L; Ватари, помощник детектива; его преемник Ниа; соперник Ниа, решивший поймать Киру своими силами, Мэлло; Мэтт, друг Мэлло ещё со времён приюта Вамми; японская полиция, во главе с отцом Лайта — Ягами Соитиро, занимающиеся расследованием дела Киры.

## Медиа

### Выход томов оригинальной манги в Японии
Первые оригинальные 12 томов (танкобонов):
1. Скука (яп. 退屈 Тайкуцу) — Апрель 2004 (ISBN 4-08-873621-4）
2. Слияние (яп. 合流 Го:рю:) — Июль 2004 (ISBN 4-08-873631-1）
3. Тяжёлая гонка (яп. 激走 Гэкисо:) — Сентябрь 2004 (ISBN 4-08-873652-4）
4. Любовь (яп. 恋心 Койгокоро) — Ноябрь 2004 (ISBN 4-08-873671-0）
5. Заново (яп. 白紙 Хакуси) — Февраль 2005 (ISBN 4-08-873774-1）
6. Обмен (яп. 交換 Ко:кан) — Апрель 2005 (ISBN 4-08-873795-4）
7. Зеро (Ноль) (яп. 零 Рэй) — Июль 2005 (ISBN 4-08-873830-6）
8. Отметина (яп. 的 Тэки) — Сентябрь 2005 (ISBN 4-08-873852-7）
9. Контакт (яп. 接触 Сэссёку) — Декабрь 2005 (ISBN 4-08-873887-X）
10. Удаление (яп. 削除 Сакудзё) — Февраль 2006 (ISBN 4-08-874018-1）
11. Родственный дух (яп. 同心 До:син) — Май 2006 (ISBN 4-08-874041-6）
12. Финиш (яп. 完 Кан) — Июль 2006 (ISBN 4-08-874131-5）

Путеводитель «Тетрадь Смерти: Как читать»:

Том 13: Правда (яп. 真相 Синсо:) — Октябрь 2006
 (Нормальная версия: ISBN 4-08-874095-5 Ограниченное издание ISBN 4-08-908053-3)

### Выход DVD в Японии
1. 21 декабря 2006 (эпизоды 1-3).
2. 24 января 2007 (эпизоды 4-6).
3. 21 февраля 2007 (эпизоды 7-9).
4. 21 марта 2007 (эпизоды 10-13).

#### Фильмы
Оба фильма вышли на DVD 14 марта 2007 года в 2-х вариантах: каждый из фильмов на отдельном DVD или «полный комплект» (англ. complete set).
- Фильм первый «Тетрадь смерти».
- Фильм второй «Последнее имя».
- «Полный комплект».

В «полный комплект» входят 3 DVD и 1 CD. На первых 2-х DVD — каждый из фильмов, на 3-м — материалы о создании фильмов, на CD — эксклюзивные записи. Также прилагается буклет.
На всех дисках озвучивание только на японском языке и только японские субтитры.

### Саундтреки аниме
Начальные песни:
1. «the WORLD» Nightmare (эпизоды 1—19),
2. «What's up, people?!» Maximum the Hormone (эпизоды 20—37).

Заключительные песни:
1. «Alumina» Nightmare (эпизоды 1—19),
2. «Zetsubou Billy[исп.]» Maximum the Hormone (эпизоды 20—37).

## Ограничения на распространение

### Китай
В начале 2005 года администрация школы в Шэньяне, столице провинции Ляонин (в Китайской Народной Республике), запретила «Тетрадь смерти».
Непосредственной причиной стало то, что студенты были замечены в изготовлении подобных «Тетрадей смерти», куда потом записывали имена знакомых, врагов и учителей.
Запрет был разработан для защиты «физического и психического здоровья» студентов от материала, который «вводит в заблуждение невинных детей и искажает их разум и дух».
Джонатан Клементс, журналист NEO Magazine, предположил, что китайские власти действовали частично против «суеверий», но также против незаконных, пиратских изданий Death Note.
Запрет был распространен на другие города Китая, включая Пекин, Шанхай и Ланьчжоу в провинции Ганьсу.
На китайском языке «Тетрадь смерти» публикуется в Гонконге и на Тайване. В 2015 году Министерство культуры Китая внесло «Тетрадь смерти» в список запрещённых «38 наименований аниме и манги».

### Россия
В конце апреля 2013 года активисты общественного фонда «Уральский родительский комитет» обратились к президенту России с требованием запретить мангу и аниме на территории страны, так как, по их мнению, эти произведения негативно сказываются на нравственном и психологическом состоянии детей.
По результатам исследования, проведённого по просьбе фонда, педагоги-психологи пришли к выводу, что манга содержит «негативную информацию, которая может спровоцировать неадекватные поступки и действия со стороны подрастающего поколения, при условии нахождения их в состоянии депрессии, подавленности, изоляции».
Поводом для обращения послужило самоубийство 15-летней жительницы Екатеринбурга в феврале 2013 года. В её комнате были обнаружены 4 тома манги «Тетрадь смерти». Следствие назначило экспертизу на предмет связи самоубийства девочки с данной мангой.
Ранее активисты обращались к Уполномоченному по правам ребёнка с аналогичными требованиями. Павел Астахов, занимавший на тот момент пост детского омбудсмена, выразил уверенность в запрете указанной манги: «мы все-таки найдем юридическую форму и докажем, что в „Тетрадях смерти“ содержится противозаконная информация» и надежду, что «издатели сами изымут из продажи эти книги и не будут дожидаться, когда придет государство и начнет действовать огнём и мечом».
Через некоторое время в Интернете появилась петиция «О недопустимости запрета литературных произведений», обращенная к уполномоченному по правам ребёнка РФ. Активисты выступили против запрета манги и заявили, что уральский фонд ввёл омбудсмена в заблуждение.
В марте 2014 года эксперты вынесли заключение, в котором говорится, что «Тетрадь смерти» не могла довести школьницу до самоубийства.
18 декабря 2020 года прокуратура обратилась в Колпинский районный суд Санкт-Петербурга с требованием запретить распространение аниме «Тетрадь смерти» на территории России. В ходе судебного заседания указывалось, что оно якобы формирует у подростков интерес к тематике смерти, которая привлекает людей с нестабильной психикой и подталкивает на совершение суицидальных действий. 20 января 2021 года суд постановил заблокировать две конкретные веб-страницы, содержащие данное аниме, из-за отсутствия на них соответствующей возрастной маркировки. Ряд экспертов подвергли решение суда жесткой критике. Кинокритик, кандидат филологических наук Сергей Сычев назвал запрет мракобесием и варварством, а решение суда антиконституционным и не имеющим отношения к искусствоведческой экспертизе. Руководитель Центра японских исследований РАН, доктор исторических наук Елена Катасонова и президент Гильдии киноведов и кинокритиков России, доктор искусствоведения Кирилл Разлогов указали на тот факт, что к участию в судебном процессе не были привлечены ни учёные-японисты, ни искусствоведы.
В 2021 году аналогичное решение о блокировке интернет-ссылки «Тетради смерти» принял Химкинский городской суд Московской области, а в 2022 году Нижнесергинский районный суд Свердловской области внёс ещё одну веб-страницу с аниме-сериалом в реестр запрещённой информации.

## Название
- Японское название «дэсу ното» (яп. デスノート) — это всего лишь запись английского Death Note знаками катаканы и не более того. Это название вообще не переводится с японского на русский. При этом Death Note можно перевести с английского языка на русский как «Тетрадь смерти», однако если «Тетрадь смерти» перевести на японский, то получится «си но ното» (яп. 死のノート).
- В начале второй заставки к аниме идут названия Death Note на разных языках, на русском авторы называют сериал «Записка Ангела Смерти»[58].

## Отличия и особенности манги, аниме и фильмов
- События японских фильмов и аниме происходят «со сдвигом» на год и 3 года, соответственно, относительно событий манги. В частности, в манге действие начинается в 2003 году, в фильме в 2005, а в аниме — в 2006. По манге, день рождения Лайта — 28 февраля 1986 года, в фильмах — 28 февраля 1988 года, а по аниме — 28 февраля 1989 года[58].
- В аниме и манге Лайт играл в теннис, в японских фильмах — в баскетбол[58].
- В манге Аманэ Миса умерла спустя год после гибели Лайта, из-за того, что у неё закончился срок жизни: она дважды укорачивала продолжительность жизни наполовину, меняясь глазами с богом смерти. В аниме намекается, что она покончила жизнь самоубийством, так как после смерти Рэм (Бога смерти) по законам оставшиеся годы Рэм перешли Мисе. В американском фильме Мия (в японских произведениях Миса) погибла в результате аварии, которую устроил Лайт при помощи тетради смерти.
- Рея Пенбера в японских фильмах звали Рей Ивамацу, а в американском — Рэймонд Янг. Персонажи японских манги, аниме, фильмов Лайт Ягами, Соитиро Ягами и Миса Аманэ в американском фильме имеют другие имена и фамилии: Лайт Тернер, Джеймс Тернер и Мия Саттон.
- В японских фильмах, манге и аниме псевдоним Кира Лайту дают в Интернете люди, обсуждающие его деятельность. В американском фильме он сам решил взять себе этот псевдоним.
- В конце первого эндинга на секунду мелькает лицо Аманэ Мисы. Её можно увидеть на рекламном экране на здании во время облета камеры вокруг Лайта (когда он подбрасывал яблоко). Она одета в костюм ангела с крыльями, как в 19-й серии. В первом японском фильме лицо Мисы впервые можно увидеть на автобусе, в котором Лайт узнал имя Рея Пенбера.
- Между аниме-сериалом и японскими полнометражными аниме-фильмами (являющиеся пересказом событий сериала) есть некоторые несоответствия. Так различаются сцены первой встречи Лайта и L. Американский фильм сильно отличается от аниме-сериала. Например, там изменены сцены встречи Лайта и Рюка, Лайта и L, Лайта и Мии (Мисы), а также изменены образы персонажей, принцип работы тетради смерти, поведение бога смерти Рюка.
- Звонок на одном из трёх мобильных телефонов Аманэ Мисы — песня «Alumina» группы Nightmare, которая звучит в первом эндинге. Такой же звонок на телефоне полицейского, изображавшего роль менеджера Мисы, — Мацуды Тоты.
- В аниме добавили сцену, в которой L говорит «Звон колоколов… Да, колокола сегодня звонят особенно сильно… Они сегодня особенно отчетливо звонят: непрерывный звон, как будто свадьба… или…», а потом вытирает ноги Лайту, что является отсылкой на Евангелие (Ин. 13:3-17), а именно к омовению ног Иисуса Христа.
- В американском фильме добавили сцену погони L за Лайтом, в ходе которой он догнал Лайта, угрожал ему пистолетом. Лайт начал рассказывать про принцип работы тетради смерти, но на L напал один из сторонников Киры, что позволило Лайту сбежать.
- Миками Теру согласно манге умирает в тюрьме, однако в аниме он совершает самоубийство при помощи ручки-пера, когда его схватили.
- В аниме во второй серии члены секретариата Интерпола названы в честь известных футболистов. Например, Хуан Карлос Эскобар (Колумбия), Дэвид Гонзалес[англ.] (Колумбия), Йосси Бенаюн (Израиль), Ян Коллер (Чехия), Мартин Петров (Болгария), Нико Ковач (Хорватия), Эдвин ван дер Сар (Нидерланды).
- В отличие от манги и аниме, в японском фильме L всё же смог остановить Лайта, хотя и ценой собственной жизни. В американском фильме L нашел лист из тетради смерти и собирался вписать туда Лайта, на этом фильм закончился.

## Шрифт Old English Text MT

L заменял изображение своей внешности на экране литерой L, написанной шрифтом Old English Text MT, чтобы скрыть свою личность от общественности. Также этим шрифтом, но только буквой W пользовался Ватари, тоже скрывая свою внешность. L присвоил своим помощникам такие же буквы — Айберу букву A, а Уэдди досталась w, ведь заглавная была занята Ватари. Этим же шрифтом пользовалась Аманэ Миса, отправляя свои сообщения Первому Кире на телевидение. После смерти L этой же надписью «Кира» стал пользоваться и Лайт. Ниа и Мэлло, считая себя наследниками L, тоже заменяли свои изображения буквами N и M, соответственно. Команда по расследованию дела Киры в Японии тоже пользовалась буквами, написанными этим шрифтом, каждому из её членов присваивалось прозвище по первой букве (или буквам) имени согласно английскому написанию.